# Colin Dowdeswell
Colin Dowdeswell (Londra, 12 maggio 1955) è un ex tennista britannico, che in carriera ha rappresentato diverse nazioni quali la Rhodesia e la Svizzera.

## Carriera
In carriera ha vinto 1 titolo in singolare e 11 titoli di doppio. Nei tornei del Grande Slam ha ottenuto il suo miglior risultato raggiungendo la finale di doppio a Wimbledon nel 1975 e di doppio misto all'Open di Francia nel 1976.
Con la squadra zimbabwese di Coppa Davis ha disputato 3 partite, vincendone 2 e perdendone una, mentre con la squadra britannica di Coppa Davis ha giocato 8 partite, ottenendo 5 vittorie e 3 sconfitte.

## Statistiche

### Singolare

#### Vittorie (1)
| Numero | Anno | Torneo                | Superficie | Avversario in finale | Punteggio |
| 1.     | 1975 | Turkey Open, Istanbul | Outdoor    | Ferdi Taygan         |           |

### Doppio

#### Vittorie (11)
| Numero | Anno | Torneo                                        | Superficie  | Compagno             | Avversari in finale                 | Punteggio          |
| 1.     | 1974 | Irish Open, Dublino                           | Erba        | John Yuill           | Lito Álvarez Jorge Andrew           | 6-3, 6-2           |
| 2.     | 1978 | Sarasota Grand Prix, Sarasota                 | Sintetico   | Geoff Masters        | Byron Bertram Bernard Mitton        | 2-6, 6-3, 6-2      |
| 3.     | 1978 | Berlin Open, Berlino                          | Terra rossa | Jürgen Fassbender    | Željko Franulović Hans Gildemeister | 6-3, 6-4           |
| 4.     | 1979 | Johannesburg Indoor, Johannesburg Indoor      | Cemento     | Heinz Günthardt      | Raymond Moore Ilie Năstase          | 6-3, 7-6           |
| 5.     | 1979 | Mercedes Cup, Stoccarda                       | Terra rossa | Frew McMillan        | Wojciech Fibak Pavel Složil         | 6-4, 6-2, 2-6, 6-4 |
| 6.     | 1980 | Swiss Open Gstaad, Gstaad                     | Terra rossa | Ismail El Shafei     | Mark Edmondson Kim Warwick          | 6-4, 6-4           |
| 7.     | 1980 | Mercedes Cup, Stoccarda                       | Terra rossa | Frew McMillan        | Chris Lewis John Yuill              | 6-3, 6-4           |
| 8.     | 1983 | Tel Aviv Open, Tel Aviv                       | Cemento     | Zoltán Kuhárszky     | Peter Elter Peter Feigl             | 6–4, 7–5           |
| 9.     | 1985 | Campionati Internazionali di Sicilia, Palermo | Terra rossa | Joakim Nyström       | Sergio Casal Emilio Sánchez         | 6-4, 6-7, 7-6      |
| 10.    | 1985 | South African Open, Johannesburg              | Cemento     | Christo van Rensburg | Amos Mansdorf Shahar Perkiss        | 3-6, 7-6, 6-4      |
| 11.    | 1986 | Milan Indoor, Milano                          | Sintetico   | Christo Steyn        | Brian Levine Laurie Warder          | 6–3, 4–6, 6–1      |